# ソルデーヴォロ
ソルデーヴォロ（伊: Sordevolo）は、イタリア共和国ピエモンテ州ビエッラ県にある、人口約1,300人の基礎自治体（コムーネ）。

## 地理

### 位置・広がり
| 隣接するコムーネは以下の通り。括弧内のAOはヴァッレ・ダオスタ州所属を示す。 - ビエッラ - グラーリア - リリアーヌ (AO) - ムッツァーノ - オッキエッポ・スペリオーレ - ポッローネ |

## 行政

### 分離集落
ソルデーヴォロには、以下の分離集落（フラツィオーネ）がある。
- Rubiola, Prera, San Grato, Verdobbio